# Scaphytopius osborni
Scaphytopius osborni är en insektsart som beskrevs av Van Duzee 1910. Scaphytopius osborni ingår i släktet Scaphytopius och familjen dvärgstritar. Inga underarter finns listade i Catalogue of Life.